# 한인 아동 문학
한인 아동 문학(Korean American children's literature)은 미주 한인과 관련된 주제에 대해 다루는 아동 문학의 분야이다. 아시아계 미국인 아동 문학의 한 분야이며, 미국에서 한인의 모습들을 보여준다. 한인 아동 문학은 1970년대 이후부터 많은 작가들이 해당 분야에 대해 다루기 시작했다.